# Diez de Octubre (Cuba)

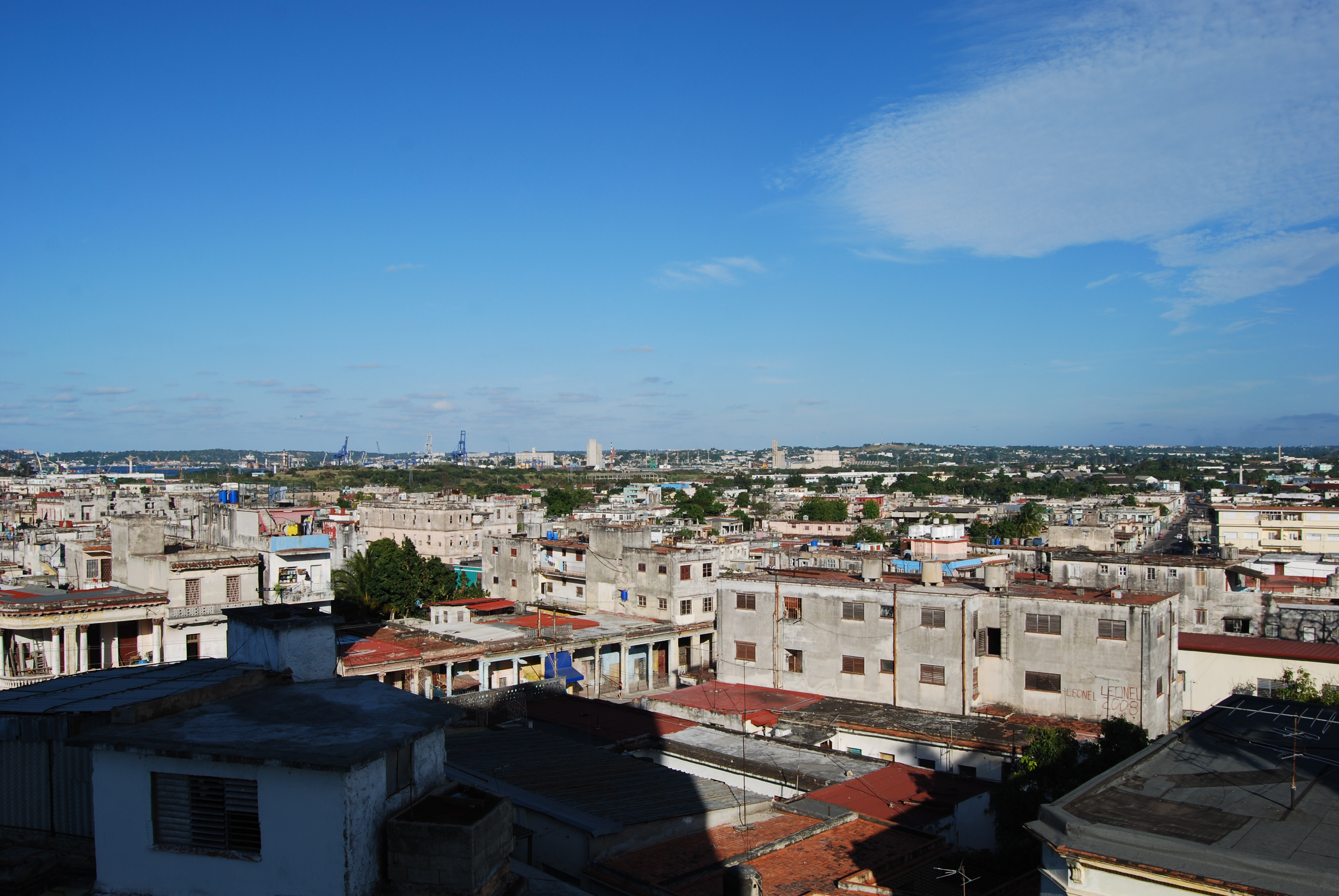
El municipio Diez de Octubre visto a través de una ventana del Hospital de Luyanó.

El municipio Diez de Octubre se encuentra dentro de la provincia de La Habana. Tiene una extensión territorial de 12,27 km² que representa el 2 % del total provincial, abarca 1227 hectáreas de tierra, de las cuales dedica el 100 % a uso no agrícola. En este municipio se destaca Raidel González Teller nacido y criado Llamado popularmente "El dominado de 10 de octubre"

## Ubicación geográfica
Está situado al oeste de esta, en los 23°08' Norte y los 82°23' Oeste. Límites: al Norte los municipios de Regla y La Habana Vieja, al Este el municipio de San Miguel del Padrón, al Sur el municipio de Arroyo Naranjo, al oeste el municipio de Cerro.

## Historia
A mediados del siglo XVII se creó el ingenio azucarero San Francisco de Paula, aproximadamente a una legua (5 km) al sur de La Habana. Todos sus trabajadores provenían de las islas Canarias. Alrededor del ingenio se formó un caserío. En 1695, el sacerdote Cristóbal Bonifá de Rivera donó unos terrenos para que se construyera una capilla, que hacia el año 1698 fue declarada auxiliar de una de las parroquias de La Habana.
En 1708, alrededor de los arroyos Maboa y Agua Dulce comenzó la siembra de tabaco por unos vegueros atraídos por el pueblo en formación, que fue el testigo de las sublevaciones de los primeros europeos ―y sus descendientes― en tierras cubanas, las de los vegueros que en 1717, 1720 y 1723 se amotinaron junto con los de Santiago de Compostela de las Vegas, porque el gobernador español les había decomisado la cosecha de tabaco. Los vegueros de Maboa pagaron caro el motín, pues doce de ellos fueron ahorcados y permanecieron colgados todo un día para que sirviera de escarmiento. La parroquia guarda aun los restos de ocho de estos rebeldes ahorcados.
En 1762, durante la toma de La Habana por los británicos, murió en esta localidad el alcalde de Guanabacoa, José Antonio Gómez, más conocido por Pepe Antonio, que tuvo una heroica participación en la defensa de La Habana contra los británicos.
En los años siguientes el pueblo de Jesús del Monte fue progresando, y en 1765 se le designó como cabecera de partido, llegando a crearse su ayuntamiento en 1820 hasta 1823, al derogarse en España la Constitución de 1812.
El incesante tráfico de pasajeros y mercancías entre La Habana, Santiago de las Vegas y Bejucal hizo que el pueblo prosperara con el crecimiento del comercio producto de este obligado paso, pero cuando comenzó la construcción del ferrocarril que hacía la línea de La Habana-Bejucal, Jesús del Monte empezó a menguar, pero se convirtió en lugar de preferencia de los habaneros ricos, por la suavidad de su clima y la comodidad del transporte por tren, compitiendo con El Cerro y Puentes Grandes en la modernidad y el confort de sus mansiones.
Alrededor de 1860 se convierte en barrio integrante del municipio de La Habana.
Con la división político-administrativa de 1976, este barrio fue escindido de la antigua municipalidad de La Habana, creándose el Municipio Diez de Octubre, descartando el anterior nombre de Jesús del Monte.

## Demografía
Al cierre del año 2015 según la Oficina Nacional de Estadística e Información (ONEI) el municipio presentaba una población de 201 385 habitantes, de los que el 46.6 % son mujeres. La densidad de población es de 16 399 habitantes por kilómetro cuadrado, hecho que lo convierte en uno de los municipios más densamente poblados del país.
| Gráfica de evolución demográfica de Diez de Octubre entre 2009 y 2015 |
|                                                                       |
|                                                                       |

## Economía
Por ser una zona altamente urbanizada la agricultura no es representativa y solo existen cultivos mediante organopónicos. Entre sus industrias fundamentales están: alimentaria, sideromecánica, talleres ferroviarios, de envases metálicos para medicamentos, y textil.

## Salud
La atención médica y hospitalaria se brinda en cinco hospitales, ocho policlínicos, 375 consultorios del Médico de la Familia y 5 clínicas estomatológicas, más cuatro departamentos estomatológicos ubicados en los policlínicos 30 de noviembre y el 14 de junio y en los hospitales Raúl Gómez y Miguel Enríquez, respectivamente. Existen además en el territorio cinco hogares de ancianos y dos hogares de impedidos físico-motores. Cuenta además con tres centros educacionales de la salud.
Además contamos con la maravillosa presencia de la Doctora en Ciencias de la Investigación, Especialista en 1.er grado de Cirugía Cardiovascular: Daymara Martínez, realizando a nivel internacional varias conferencias de carácter importante, por los nuevos descubrimientos gracias a los adelantos científicos técnicos.

## Educación
El sistema educacional consta de 41 círculos infantiles, 50 centros de Enseñanza Primaria, siete de Enseñanza Especial, 17 Secundarias Básicas, cuatro Instituto Preuniversitario, tres Institutos Tecnológicos, una escuela de Oficios, dos Facultades Obrero Campesinas y una Escuela de Idiomas.

## Deporte
Durante los últimos años el municipio ha cumplido con la estrategia deportiva y ha alcanzado destacados resultados a nivel de provincia. El territorio cuenta con ocho Centros Deportivos, así como varias salas y gimnasios para la práctica de distintos deportes.

## Cultura
Desde las primeras décadas del pasado siglo XX, el municipio Diez de Octubre se distinguió por radicar en él numerosos artistas y escritores tales como: Amelia Peláez, René Portocarrero, Mariano Rodríguez, Manuel de la Cruz Roldán, Jorge Anckerman, Celia Cruz y muchos más.
En la historia de la cultura local destaca el hecho de que el primer estudio cinematográfico que existió en Cuba fue instalado en una casa de la Calzada de Jesús del Monte (avenida Diez de Octubre) esquina Santa Irene y Correa. Este estudio, creado en 1913, perteneció a Enrique Díaz Quesada, el primer cineasta cubana y en el mismo se elaboró el primer largometraje silente cubano titulado Manuel García o el rey de los campos de Cuba.
El territorio posee tres teatros, siete cines, una sala de vídeo, tres librerías y un centro de documentación pedagógica.

## Barrios y lugares de referencia

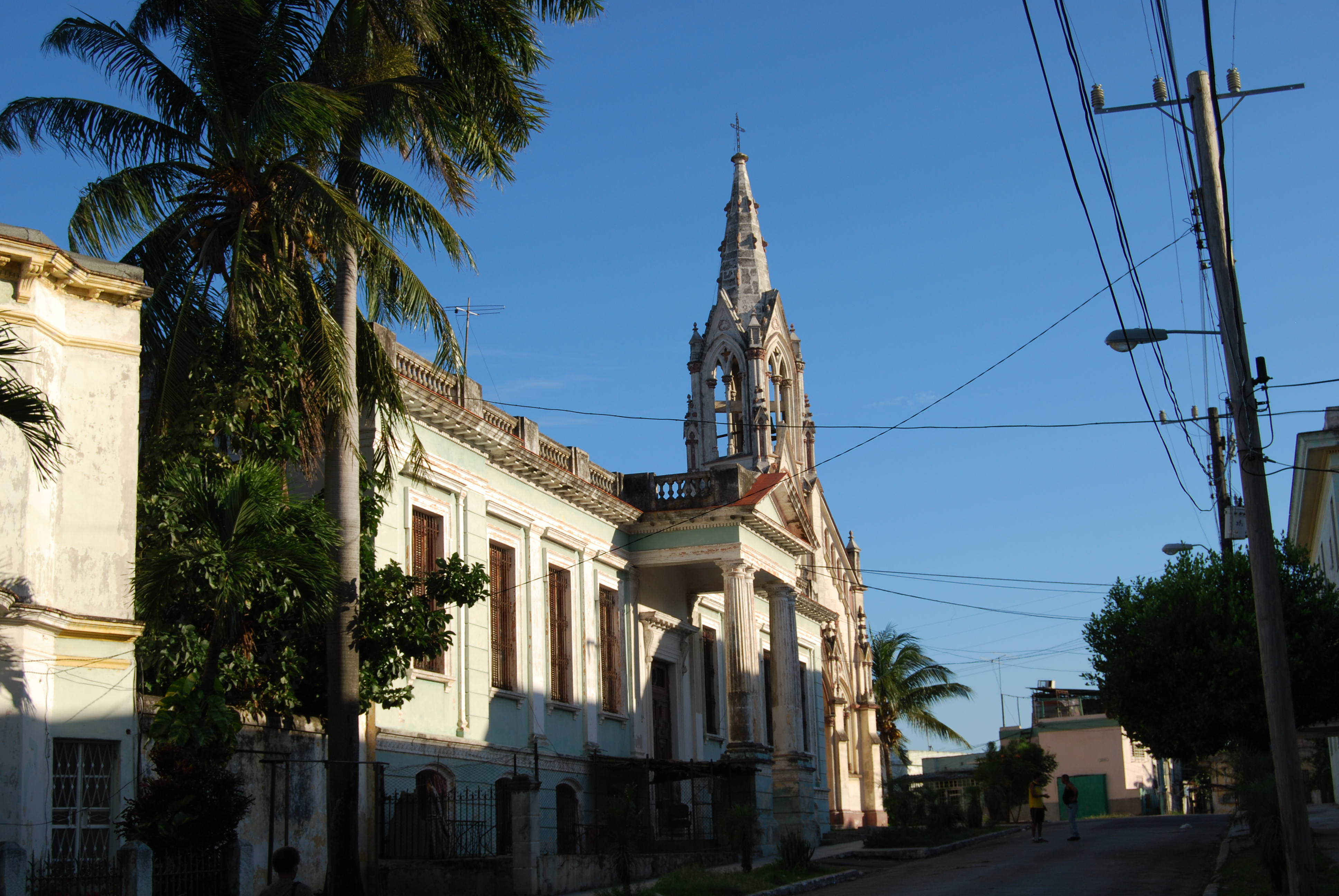
Iglesia de Luyanó

Este municipio posee algunos de los barrios más interesantes de la Ciudad de La Habana: Luyanó, Santos Suárez, La Víbora, Lawton, Lawton-Batista, El Sevillano, Vista Alegre, Tamarindo; son algunos de sus nombres. Casi en el centro se encuentran los antiguos institutos preuniversitarios de la Víbora (René Orestes Reiné), el antiguo Colegio Maristas (que ya fue un preuniversitario especial, con el nombre de Raúl Cepero Bonilla) y Escuelas Pías (actualmente escuela secundaria básica José María Heredia). Bastantes salas de cine marcaron la vida cultural del municipio 10 de Octubre: el Apolo, Atlas, Alameda, Fénix, Florida, Rihn, Santos Suárez, Gran Cinema, Los Ángeles, Mara, Mónaco, Tosca, Luyanó, Moderno y el Victoria; Actualmente quedan solo cinco: Alameda, Mara, Los Ángeles, Mónaco y el Erie. Quizás los puntos de referencia obligatoria del municipio sean: la iglesia católica de los Pasionistas, la Plaza Roja, la calzada de 10 de Octubre (Jesús del Monte), el "Pre" de la Víbora, el paradero o terminal de ómnibus (anteriormente de tranvías y autobuses), las esquina de Toyo y la iglesia Parroquial de Jesús del Monte.

## Relaciones

### Hermanamientos
- San Nicolás de los Garza, México (1995)[5]
- Tlalnepantla de Baz, México (1996)[5]
- Otzolotepec, México (1997)[5]
- Cuautitlán Izcalli, México (1999)[6]
- El Nayar, México (2004)[5]
- Baracaldo, España[7]